# Flocourt
Flocourt är en kommun i departementet Moselle i regionen Grand Est (tidigare regionen Lorraine) i nordöstra Frankrike. Kommunen ligger i kantonen Pange som tillhör arrondissementet Metz-Campagne. År 2022 hade Flocourt 129 invånare.

## Befolkningsutveckling
Antalet invånare i kommunen Flocourt
| Referens: INSEE |